# Ha-Cohar
Ha-Cohar (hebrejsky: הצה״ר‎, akronym pro הציונים הרוויזיוניסטים, ha-Cijonim ha-revizjonistim, tedy doslova „Svaz revizionistických sionistů“) byla revizionisticko-sionistická organizace a politická strana v Britském mandátu Palestina a nově založeném Státu Izrael.

## Pozadí
Ha-Cohar založil v roce 1925 Vladimír Žabotinský. Jeho mládežnickým křídlem byla Žabotinským vytvořená organizace Bejtar. Označení revizionistických sionistů pochází z požadavků některých sionistů o revizi politiky zdrženlivosti Chajima Weizmanna vůči britské vládě v Palestině. Členové ha-Coharu byli, mimo jiné, klíčoví v založení organizace Żydowski Związek Wojskowy, jedné ze dvou židovských organizací, které zorganizovaly povstání ve varšavském ghettu.
V roce 1931 začala strana publikovat noviny Chazit ha-am, ale po několika měsících bylo jejich vydávání zakázáno britskou mandátní správou. Poté založili ha-Jarden a v roce 1938 deník ha-Maškif. Strana byla rovněž spojována s deníkem Do'ar ha-jom.
V době vyhlášení nezávislosti v roce 1948 byla ha-Cohar největší pravicovou organizací v zemi a měla tři zástupce v Prozatímní státní radě (jejími zástupci byli Herzl Rosenblum, Cvi Segal a Ben Cijon Sternberg). Ve stejný rok však založil Menachem Begin stranu Cherut, což mělo za následek odliv potenciálních voličů. V prvních parlamentních volbách v roce 1949 získala strana pod vedením Arje Altmana méně než 1 % hlasů, a nedokázala tak překonat už tak nízký 1% volební práh. Naproti tomu Cherut získal 14 poslaneckých mandátů a 11,5 % hlasů. Altman později vstoupil do Cherutu a byl za stranu zvolen poslancem v roce 1951. V témže roce byla strana před parlamentními volbami rozpuštěna a sloučila se s Cherutem.